# Église russe de Biarritz
L'église russe est un lieu de culte orthodoxe de tradition russe située au 8, avenue de l'Impératrice, dans la commune de Biarritz, dans le département français des Pyrénées-Atlantiques. Elle est dédiée à saint Alexandre de la Néva et à la Protection de la Mère de Dieu.

## Présentation
Au cours du XIXe siècle, lorsque Biarritz devient « ville impériale », de nombreux visiteurs russes fréquentent assidûment la Côte basque, ce qui justifie la construction d'un lieu de culte orthodoxe. Avec le temps, nombre de Russes finissent par s'établir définitivement et il existe encore de nos jours une communauté orthodoxe dans la région.

### Historique
La décision de construire une église orthodoxe pour la communauté russe en villégiature à Biarritz est prise en 1879. Les cérémonies liturgiques avaient lieu jusque-là dans un salon de la villa Eugénie, l'ancien palais d'agrément de l'impératrice Eugénie. Y assistaient les membres de la famille impériale russe, dont l'impératrice Maria Feodorovna, épouse d'Alexandre III, qui aimait séjourner sur la Côte basque.
Lorsque la villa Eugénie est transformée en hôtel, un comité se crée en 1889 et l'architecte pétersbourgeois Nikolaï Nikititch Nikonov (1849-1918) propose un projet, réalisé en collaboration avec l'architecte gersois Oscar Tisnès. La première pierre est bénite le 1er (13) octobre 1890 et l'église est promptement construite : elle est consacrée le 13 (25) septembre 1892 en présence de l'ambassadeur de Russie en France, le baron de Mohrenheim, et du duc de Leuchtenberg, cousin de l'Empereur. Elle est desservie au début par le clergé de l'église russe de Pau.
L’église en totalité a été classée au titre des monuments historiques par arrêté du 13 mai 2016.

### Rattachement

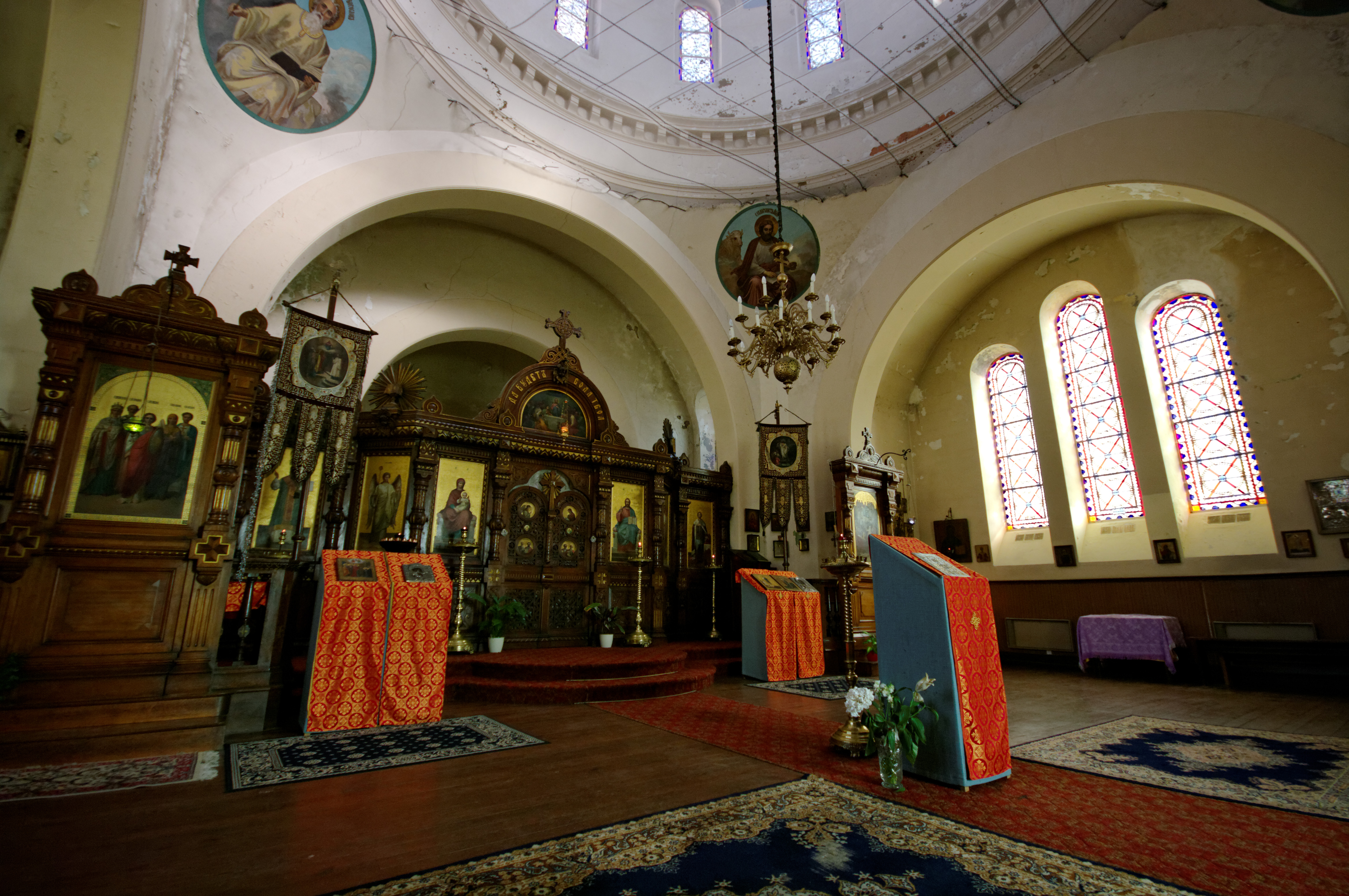
L'intérieur.

L'église est longtemps rattachée à l'archevêché des églises orthodoxes russes en Europe occidentale, créé au début des années 1920 et entré dans l'obédience du patriarcat de Constantinople en 1931 (obédience exercée par l'intermédiaire de la Métropole orthodoxe grecque de France depuis 1971). Lorsque le prêtre desservant la paroisse a voulu la placer sous la juridiction du patriarcat de Moscou en décembre 2004, la communauté, alors soutenue par le diocèse, fait appel aux tribunaux, qui confirment son appartenance à l'archevêché des Églises orthodoxes russes en Europe occidentale (décision du 12 décembre 2005 du TGI de Bayonne, confirmée le 12 février 2006 par la Cour d'appel de Pau). Quand un nouvel êvêque de celui-ci, monseigneur Jean (Renneteau) décide de rejoindre le patriarcat de Moscou, suivi dans cette voie par une partie du clergé, des paroisses et des communautés, une autre partie, dont la paroisse de Biarritz, refuse à la suite de votes cette décision, puis rejoint le Vicariat Sainte-Marie-de-Paris-et-Saint-Alexis-d’Ugine nouvelle structure réussissant les paroisses de tradition russe au sein de la Métropole orthodoxe grecque de France, restant ainsi fidèle au patriarche de Constantinople.